# Варко-Сабино
Варко-Сабино (итал. Varco Sabino) — коммуна в Италии, располагается в регионе Лацио, в провинции Риети.
Население составляет 235 человек (2008 г.), плотность населения составляет 10 чел./км². Занимает площадь 25 км². Почтовый индекс — 2020. Телефонный код — 0765.
Покровителем коммуны почитается святой Михаил Архангел, празднование 8 августа.

## Демография
Динамика населения:

## Администрация коммуны
- Официальный сайт: